# عبد الحميد الشيخ
عبد الحميد الشيخ ولد بتونس العاصمة يوم 10 مارس 1935  وتوفي يوم 8 نوفمبر 1999 ، ضابط سام في الجيش التونسي، وسياسي، تولى عدة وزارات.
شغل الجنرال عبد الحميد الشيخ منصب رئيس أركان القوات المسلحة

## العسكري والسياسي
درس عبد الحميد الشيخ الحقوق، غير أنه عند استقلال البلاد عام 1956 كان من الفوج الأول الذي التحق بنواة الجيش التونسي، فأرسل للتكوين إلى المدرسة الحربية الفرنسية بسان سير  التي تلقى فيها عدد آخر من إطار الجيش التونسي تكوينهم، ثم أكمل تكوينه العسكري في كل الولايات المتحدة عامي 1965-1966 وفرنسا في 1970-1972. وأرسل خلال الثورة الجزائرية إلى المنطقة الحدودية للقيام بأعمال مراقبة، ثم أرسل إلى في بعثة الأمم المتحدة للسلام بالكونغو عام 1960.
فيما بين عامي 1988 و1991 تقلد وزارات الشباب والرياضة والشؤون الخارجية ووزارة الداخلية ثم عمل في السلك الدبلوماسي سفيرا لبلاده في العواصم التالية: الخرطوم، الجزائر، داكار، باريس  فيما بين 15 ماي 1991 وسبتمبر 1996.

## الرياضي
رياضيا: تولى عبد الحميد الشيخ رئاسة بعض الاتحاد الرياضية التونسية وهي جامعات: كرة القدم والرماية والفروسية. وأسندت إليه رئاسة اللجنة التنظيمية لألعاب البحر الأبيض المتوسط لعام 2001 غير أنه توفي قبل ذلك بسنتين إثر مرض عضال فتولاها بعده الحبيب عمار.

## وصلات خارجية
- عبد الحميد الشيخ على موقع مونزينجر (الألمانية)

1. 1 2 3 4  Abdelhamid Escheikh - Munzinger Biographie نسخة محفوظة 06 مارس 2017 على موقع واي باك مشين.
2. ↑  Former minister Abdelhamid Escheikh dies. | HighBeam Business: Arrive Prepared نسخة محفوظة 06 مارس 2017 على موقع واي باك مشين.
3. 1 2  CONTENTdm نسخة محفوظة 12 سبتمبر 2016 على موقع واي باك مشين.
4. ↑  Habib Ammar - JeuneAfrique.com نسخة محفوظة 2020-09-19 على موقع واي باك مشين.

| سبقه محمود المستيري | وزير خارجية (تونس) 1988- 1990 | تبعه إسماعيل خليل |